# 마린 (탁구 선수)
마린(중국어 간체자: 马琳, 정체자: 馬琳, 병음: Mǎ Lín, 한자음: 마림, 1980년 2월 19일~)은 중화인민공화국의 탁구 선수이다. 2004년 하계 올림픽에서 남자 복식 금메달, 2008년 하계 올림픽에서 남자 단식 금메달, 남자 단체전 금메달을 획득했다. 그는 남자 선수로는 유일하게 올림픽 탁구에서 단식, 복식, 단체전 3개 종목 모두 우승한 선수이다. 
은퇴 후에는 지도자가 되어 광둥성 탁구단 감독을 맡고 있다. 2010년에 국제 탁구 연맹(ITTF) 명예의 전당에 헌액되었다.